# حاکم
حاکم یا فرمانروا فردی است که بر یک حکومت یا دولت فرمان می‌راند. نقش یک حاکم از یک پادشاه در نظام‌های سلطنتی، تا یک رئیس دولت (مثلاً رئیس جمهور) در جمهوری و تا یک فرماندار در فرمانداری متفاوت است. اینکه اصطلاح حاکم دقیقاً چه شخصی را تعریف می‌کند، مشخص نیست؛ در نتیجه، واژهٔ حاکمیت (حاکم بودن) اخیراً به معنای استقلال یا خودمختاری نیز تعریف شده است.

## واژه‌شناسی
حاکم واژه‌ای عربی از ریشهٔ حکم به معنای «حکم دادن» است. به کسی که از طرف دولت مأمور حکومت ایالت، شهر و یا دیهی باشد، «حاکم» می‌گویند که با واژگانی چون داور، قاضی، دیّان، لزام، فتاح، فیصل، راعی و در اصطلاح فقهی، لَزَم و حَکَم، قرابت معنایی دارد. برابر پارسی آن یعنی فرمانروا نیز از دو بخش فرمان+روا تشکیل شده و به معنای «کسی که فرمان را روا می‌دارد» یا «کسی که فرمان می‌دهد»، است. به نوشتهٔ لغت‌نامه دهخدا، فرمانروا «کنایت از پادشاه نافذالامر دارد، پادشاهی که حکم و فرمانش رایج باشد و فرمانروا شدن یعنی قدرت را به دست گرفتن.» به نوشتهٔ دانشنامه جهان اسلام، حاکم در لغت به معانی قاضی، داور، فرمانروا، اجراکننده حکم و متصدی ادارهٔ یک ایالت یا بخش از جانب حکومت است.
در زبان انگلیسی از واژگان گوناگونی چون Ruler ،governor و Sovereign برای توصیف حاکمان استفاده می‌شود. Sovereign انگلیسی (و مشابه‌های آن در زبان‌های اروپایی) از souverain در فرانسوی باستان گرفته شده که آن نیز از superānus در لاتین به معنای «رأس» یا «مافوق» مشتق شده است.

## تعریف

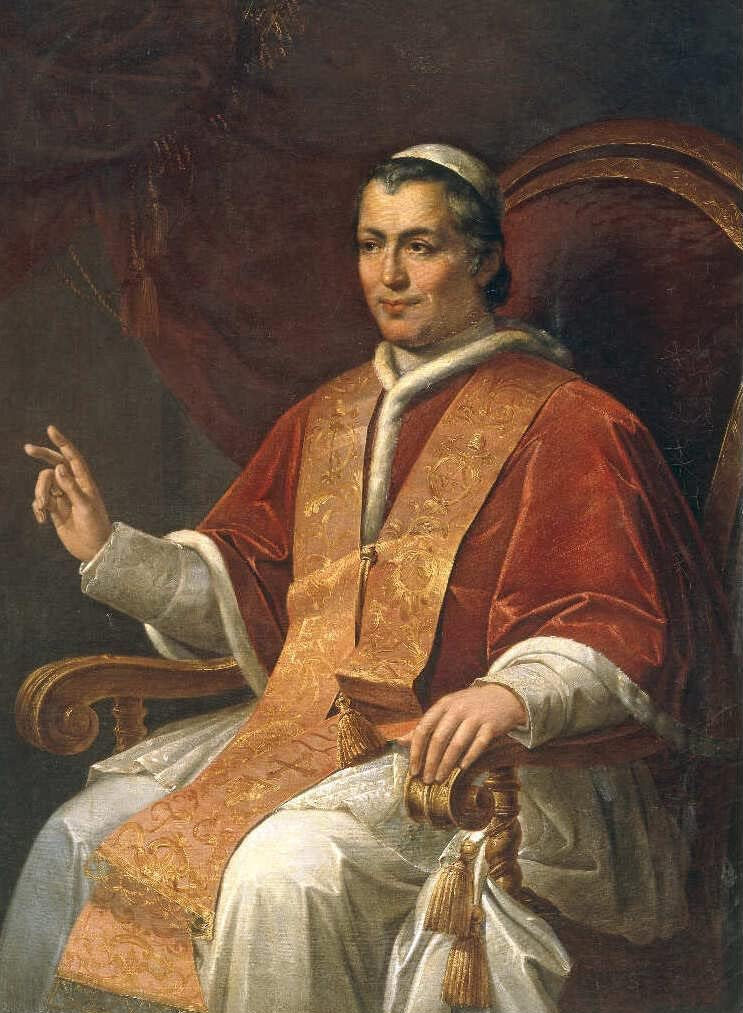
نگاره‌ای از پاپ پیوس نهم که ۳۲ سال حاکم کلیسای کاتولیک بود.

دو اصطلاح «حاکم» و یا «فرمانروا» اغلب مترادف با پادشاه استفاده می‌شوند. با این حال، اینکه این مقام دقیقاً چه شخصی را تعریف می‌کند، مشخص نیست. یک حاکم می‌تواند یک پادشاه در نظام‌های سلطنتی یا یک رئیس جمهور در حکومت جمهوری باشد که هر دو بر کشور حکومت می‌کنند. واژهٔ حاکمیت (حاکم بودن) اخیراً به معنای استقلال یا خودمختاری نیز تعریف شده است.
حکومت یک فرمانروا می‌تواند مشروع یا نامشروع باشد. مشروعیت نیز می‌تواند مطابق قانون یا حق الهی پادشاهان باشد. معمولاً در انواع حکومت‌ها، حاکم رئیس مستقل دولت است. حاکمانی که بدون مشروعیت قانونی حکومت می‌کنند، حاکمان مطلقه هستند و حاکمانی که با مشروعیت قانونی حکم می‌رانند، حاکمان مشروطه تلقی می‌شوند.
در اروپا و دوره‌هایی که سلطنت مطلقه وجود داشت، حق الهی پادشاهان، توجیه رقابتی مهمی برای اعمال حکمرانی‌شان بود. «فرمان آسمان» پیامدهای مشابهی در چین برای توجیه حکومت امپراتور داشت؛ اگرچه تا اواخر قرن نوزدهم تا حد زیادی با مفاهیم حاکمیت به سبک غربی جایگزین شد.

### انواع
عناوین رسمی متعددی وجود دارند که می‌توانند برای توصیف یک حاکم در مقام‌های گوناگون به‌کار بروند. برخی نمونه‌ها از عناوین مختلف انواع فرمانروایان عبارت‌اند از:
| عنوان               | دارنده     | عنوان                  | دارنده          |
| ------------------- | ---------- | ---------------------- | --------------- |
| امپراتور            | تراژان     | شاهنشاه                | هرمز یکم        |
| پادشاه              | چارلز سوم  | ملکه                   | مارگرته دوم     |
| شاه                 | هخامنش     | خاقان                  | اوگتای خان      |
| سلطان               | طغرل بیک   | امیر                   | عبدالله بن طاهر |
| پاپ (حاکم دینی)     | پیوس نهم   | خلیفه (حاکم دینی)      | هارون‌الرشید     |
| صدراعظم (حاکم دولت) | آنگلا مرکل | رئیس جمهور (حاکم موقت) | جرج دابلیو. بوش |

## تاریخچه

### دوران باستان
در زمان باستان در اکثر نقاط دنیا نظام مطلقه برقرار بود. در زمان مطلق‌گرایی، حاکم، شخص پادشاه بود که در تمام زمینه‌ها قدرت تام و تمام داشت؛ اگرچه در بسیاری کشورها طبقهٔ بزرگان و اشراف مانند هفت خاندان ممتاز ایران باستان در ایران، می‌توانستند بر حاکمان اعمال نفوذ کنند. در برخی از تمدن‌ها (مانند روم باستان) ممکن بود شیوهٔ حکومت‌داری تغییر کند و جمعی از دولتمردان (مانند سنای روم) قدرت فرمانروا را محدود کنند.
اولپیان، یک حقوق‌دان در امپراتوری روم، به سه خصیصهٔ فرمانروایان روم اشاره کرد که:
1. مردم، تمام امپراتوری و قدرت خود را به امپراتور سپرده‌اند.
2. قوانین، امپراتور را مقید نمی‌کنند.
3. فرمان امپراتور حکم قانون را دارد.

اولپیان تلویحاً این عقیده را بیان می‌کرد که امپراتور شکل نسبتاً مطلقی از حاکمیت را اعمال می‌کند که از خود مردم سرچشمه می‌گیرد.
در ایران باستان اندیشهٔ فر کیانی چیزی بود که به حاکمان مشروعیت الهی نیز می‌بخشید. مطابق آن، «پادشاه عادل» منصوب شدهٔ خداوند (اهورامزدا) بود و زیر سایهٔ این «فر» حکمرانی‌اش دوام می‌یافت.

### دوران میانه
در قرون وسطی، بیشتر حاکمان اروپایی حاکمیتی مطلقه نداشتند؛ زیرا قدرت مشترک‌شان با اشراف فئودال، توسط آنها محدود می‌شد. به علاوه، هر دو گره به شدت توسط عرف محدود شده بودند. در سایر نقاط دنیا نیز حکومت‌های محلی رشد یافته بودند. در ایران بسیاری از امیران در گوشه‌ای از خلافت، در عمل حاکمیت خودشان را داشتند؛ گرچه حکم نهایی با خلیفه یا سلاطین بود که امرا را تعیین می‌کردند. از قرن چهارم هجری، خلافت عباسی قدرت حاکمیتی خود را از دست داد. در حقوق اداری ایران، از دورهٔ سلاجقه تا پایان قاجاریه، واژهٔ حاکم برای صاحبان مناصب عمومی نظیر فرماندار، به‌کار می‌رفته است.

## در فقه اسلامی
کاربرد واژهٔ حاکم در منابع فقهی و متون قانونی، با برخی از معانی خود واژه رواج دارد. با این وجود، به سبب قیود و شروطی که برای برخی معانی آن به‌ویژه در فقه امامی ذکر شده، به نوعی اصطلاح تبدیل شده است؛ همچنان که در اصول فقه نیز معانی اصطلاحیِ خاصی دارد. در متون فقهی مراد از واژهٔ حاکم، برحسب مورد، قاضی، داور یا فرمانرواست. مثلا در ابواب یا احکامی که به حل اختلافات مردم و مرافعات آنان پرداخته می‌شود، مراد از واژهٔ حاکم قاضی و دادرس است. در مواردی هم که از ولایت بر محجوران یا گماردن قیم برای آنان سخن به میان آمده، می‌توان مراد از حاکم را قاضی دانست. همچنین در صورتی که در متنی فقهی به موضوع حکمیت و داوری پرداخته شده باشد، مفهوم حاکم بر داور و حَکَم انطباق می‌یابد. در مواردی که دامنهٔ اختیارات حاکم فراتر از عرصهٔ مسئولیت قاضی و داور قلمداد شده است، مراد از آن را والی سرزمین یا فرمانروای عموم مسلمانان دانسته‌اند. نزد علماءِ اصول و فقها، حاکم خدای تعالی و محکوم علیه کسی است که طرف خطاب واقع شده باشد. همچنین اصل واژهٔ حاکم یکی از نام‌های خداست.
در حقوق موضوعهٔ ایران نیز کاربرد واژهٔ حاکم رایج است. ازجمله در اصول ۴، ۵۶ و ۵۷ قانون اساسی جمهوری اسلامی، این واژه به کار رفته است که در اصل ۴ به‌معنای قانون برتر و در دو اصل دیگر به معنای حکمران است. در قانون مجازات اسلامی، در همهٔ موارد، تعابیر حاکم و حاکم شرع به‌معنای «قاضی دادگاه» است.